# Sendero Alto del Kandel
El Sendero Alto del Kandel (en alemán: Kandelhöhenweg) es un sendero de gran recorrido en la Selva Negra en el sur de Baden-Wurtemberg, Alemania. Este sendero fue creado en 1935 y es mantenido desde entonces por el Club de la Selva Negra. Tiene una longitud de unos 110 km y su punto más alto es el Kandel con 1241 m. El sendero comienza en Friburgo y termina en Oberkirch (o al revés) y la señal a seguir es un rombo de color rojo con una K de color blanco en su interior. Se puede comenzar en cualquier lugar. Oficialmente el Club de la Selva Negra divide el camino en cinco etapas:
1. Friburgo - St. Peter (17 km)
2. St. Peter - Waldkirch (18 km)
3. Waldkirch - Biederbach-Höhenhäuser (22 km)
4. Höhenhäuser - Gengenbach (28 km)
5. Gengenbach - Oberkirch (25 km)